# Lindsay
Lindsay je priimek več oseb:
- Edward Stewart Lindsay, britanski general
- Franklin Lindsay, ameriški obveščevalec
- George Mackintosh Lindsay, britanski general
- Gillian Lindsay, škotska veslačica